# Le Téléjournal-Québec
Le Téléjournal Québec est un bulletin d'information locale de ICI Radio-Canada Télé diffusé tous les soirs à 18 heures dans la grande région de Québec et dans de nombreuses régions en Chaudière-Appalaches. L'émission est animée par Bruno Savard en semaine, et Pascale Lacombe en fin de semaine. Durant ce bulletin d'information, l'équipe met l'accent sur les nouvelles locales. On y présente la météo, les arts et spectacles puis les sports. Le Téléjournal Québec présente aussi les informations nationales, internationales, économiques et web. Les locaux sont situés au centre-ville de Québec (888 rue Saint-Jean, au coin du boulevard Honoré-Mercier). L'émission est diffusée en français.
Le bulletin est disponible en direct à la télévision, sur le site web de l'émission et sur les comptes YouTube et Twitter d'ICI Québec pour rejoindre le plus de gens.

## Équipe
- Bruno Savard, chef d'antenne en semaine
- Pascale Lacombe, cheffe d'antenne le week-end
- Louise Boisvert, journaliste municipal
- Yannick Bergeron, journaliste judiciaire
- Pierre-Alexandre Bolduc, journaliste
- Guylaine Bussière, journaliste
- Camille Carpentier, journaliste
- Valérie Cloutier, journaliste culturelle
- Marie-Pier Bouchard, journaliste
- Alexandre Duval, journaliste
- Tifa Bourjouane, journaliste
- Jonathan Lavoie, journaliste
- Olivier Lemieux, journaliste municipal
- Jean-Philippe Martin, journaliste aux sports
- Marie-Pier Mercier, journaliste
- Félix Morrissette Beaulieu, journaliste
- Guillaume Piedboeuf, journaliste aux sports
- Pascal Poinlane, journaliste
- Marie Maude Pontbriand, journaliste
- David Rémillard, journaliste
- Alicia Rochevrier, journaliste culturelle
- Jessica Laventure, météo